# Germaine Fontanes
Pour les articles homonymes, voir Fontanes.
Germaine Fontanes, née Germaine Saillofest le 10 mars 1897 à Saint-Cloud et morte le 2 septembre 1983 à La Souterraine, est une actrice française.

## Biographie
Fille de René Edmond Saillofest, employé de banque, et de Marie Victorine Bezault, Germaine Hélène Saillofest naît à Saint-Cloud en 1897. Devenue artiste dramatique, elle épouse en 1920 Alexandre Henri Frigot, directeur du théâtre du Châtelet.
Actrice du muet, elle tourne dans quelques films de 1921 à 1924.

## Filmographie
- 1921 : La Proie
- 1922 : Les Deux Pigeons
- 1923 : Le Costaud des Épinettes de Raymond Bernard
- 1923 : La Neige sur les pas
- 1923 : Le Crime des hommes
- 1924 : Les Amours de Rocambole
- 1924 : Les Demi-vierges